# Уральская ономастическая школа
Уральская ономастическая школа — ведущая российская научная школа в области ономастики и диалектологии, основанная в 1960-х гг. профессором, членом-корреспондентом РАН А. К. Матвеевым на базе кафедры русского языка и общего языкознания Уральского государственного университета имени А. М. Горького (Екатеринбург).

## История
Ещё в середине 1950-х годов А. К. Матвеевым начаты лингвистические исследования топонимии и говоров Русского Севера, Урала и Приуралья, приоритетной задачей которых было изучение характера контактов древнейшего финно-угорского населения этих территорий с русскими. Уже первые публикации А. К. Матвеева, а также подготовленная им кандидатская диссертация (1959) позволили иначе оценить вклад финно-угорского субстрата в формирование местных русских говоров. Во многом это стало возможным благодаря разработке новых подходов к этимологизации лексического материала:

В 1955—1956 гг. исследователь выявил усвоенные от ассимилированных манси (живой язык которых еще в начале XX в. записывал А. Каннисто и Б. Мункачи) многочисленные термины охоты и рыболовства, а также топонимы <…>. При этимологизаци русской апеллятивной лексики финно-угорского (уральского) происхождения А. К. Матвеев и в ранних, и в более поздних своих работах поддержал и развил лучшие традиции исследования прибалтийско-финских, пермских, саамских, обско-угорских и ненецких элементов в русской лексике и топонимии, заложенные в трудах Я. Калимы, Т. Итконена, М. Фасмера, Б. Кальмана, В. Штейница, А. И. Попова, и других ученых.

В 1961 году А. К. Матвеев был назначен на должность заведующего кафедрой русского языка и общего языкознания в УрГУ. Именно к этому времени относится начало формирования его научной школы. С начала 1960-х гг. основной темой его научных изысканий становится субстратная топонимия Русского Севера. Изучение богатого архаикой, но далёкого от Свердловска региона требовало постоянных полевых исследований, благодаря чему возникла ставшая знаменитой Топонимическая экспедиция Уральского университета. Ежегодные полевые выезды, до 1989 года возглавляемые самим А. К. Матвеевым, позволили собрать обширный материал, включающий топонимию, диалектную апеллятивную лексику, антропонимию, этнонимию и т. п. Этот материал становился предметом анализа в многочисленных курсовых, дипломных работах, кандидатских диссертациях. В 1970 году А. К. Матвеев защитил докторскую диссертацию по севернорусской топонимии . В этой и дальнейших работах по данной теме им были получены важные результаты, связанные с реконструкцией древнейшего состояния финно-угорских языков, изучением ареала расселения финно-угров, их контактов с русскоязычным населением, в частности:
- доказано наличие в верхнем слое севернорусской топонимии мощного саамского и прибалтийско-финского компонентов, установлены ареалы их распространения;
- установлены языковые особенности древних прибалтийско-финско-саамских диалектов;
- выявлены следы «перекрывания» более раннего саамского пласта прибалтийско-финским;
- доказано позднее происхождение коми-топонимии;
- выявлены следы древнейших топонимов, восходящих к промежуточным языкам прибалтийско-финско-саамско-волжского типа;
- обосновано наличие мерянской топонимии к югу от зоны сплошного распространения прибалтийско-финско-саамской топонимии[3].

Обширная полевая работа потребовала разработки строгого метода сбора и обработки полученных данных. Его основные принципы заключаются в следующем: 1) сплошной сбор материала в каждом населённом пункте обследуемой территории; 2) параллельный сбор диалектной апеллятивной лексики и единиц, принадлежащих другим классам онимов; 3) подробная лингвистическая справка для каждой единицы (варианты слова, ударение, синонимические и словообразовательные связи, мотивационные контексты, семантические микросистемы и проч.); 4) учёт нелингвистической информации («привязка» топонимов к местности, характеристика обозначаемых ими объектов); 5) проверка каждого факта у нескольких информантов.
Анализ собранных данных привёл к появлению обобщающих исследований по ономастике Урала и Русского Севера. В частности, А. К. Матвеевым составлены первый топонимический словарь Урала и первый оронимический словарь Урала, под его руководством с 1962 по 1984 гг. выходили серийные сборники «Вопросы ономастики» и «Этимологические исследования». Под редакцией А. К. Матвеева составлено большинство томов основного корпуса «Словаря русских говоров Среднего Урала» (1981—1988), опубликована часть «Материалов к словарю финно-угро-самодийских заимствований в говорах Русского Севера» (первый том — 2004), первые три тома фундаментального «Словаря говоров Русского Севера».

Содержащийся в «Словаре говоров Русского Севера» лексический материал несравненно богаче того, что можно найти в известных трудах Г. Куликовского, А. Подвысоцкого, а также В. Даля. Вводимые в научный оборот новые данные содержат кроме прочего множество ранее не отмечавшихся лексических элементов уральского происхождения — зачастую локализмов, восходящих к вымершим языкам.
Со временем изучение топонимии с преимущественным вниманием к этимологии, мотивации и социокультурным аспектам её функционирования привело к расширению тематики исследований. Ученики А. К. Матвеева активно занимаются антропонимией, астронимией, теоретической ономастикой, ономасиологическим изучением апеллятивной лексики. Постоянно совершенствуется методика полевой работы.
Среди учеников А. К. Матвеева доктора филологических наук Е. Л. Березович, М. В. Голомидова, Т. Н. Дмитриева, Н. В. Лабунец, М. Э. Рут, а также более 30 кандидатов наук, работающих в вузах и научных институтах Екатеринбурга, Тюмени, Кирова, Андижана и других городов.

## Современное состояние
На сегодняшний день Уральская ономастическая школа — это ведущий центр исследований в области теоретической, исторической и региональной ономастики, крупнейший в России коллектив лингвистов-полевиков. Картотека Топонимической экспедиции (начальник экспедиции — Е. Л. Березович) насчитывает ок. 2 млн единиц хранения. К настоящему времени полностью обследован Русский Север, частично — Костромская, Ярославская, Челябинская, Оренбургская области, Средний и Полярный Урал, Башкирия, Прииртышье, Саяны. В этих материалах содержатся ценные сведения по обско-угорской, пермской, самодийской, а также тюркской топонимии, данные по вымершему камасинскому языку.
В настоящее время в УрГУ работает более 20 представителей школы, в том числе 3 доктора наук и 15 кандидатов наук. Члены школы регулярно участвуют в российских и международных конференциях, выигрывают престижные российские гранты, сотрудничают с вузами и академическими институтами страны в области научных исследований и организации международных конференций. С 2004 года совместно с Институтом русского языка РАН издаётся научный журнал «Вопросы ономастики» (главный редактор — Е. Л. Березович). Налажено плодотворное научное сотрудничество с российскими центрами ономатологических исследований, а также с зарубежными партнерами: Институтом польской филологии, Институтом чешского языка Академии наук Чешской республики, Институтом балканистики Сербской Академии Наук, Институтом славяноведения Академии Наук Словении, Институтом македонского языка Академии наук Македонии, Институтом белорусского языка Национальной академии наук Белоруссии, Институтом славяноведения Национальной академии наук Украины, Хельсинкским университетом.
Продолжаются исследования по русской и финно-угорской топонимии (Е. Л. Березович, М. Л. Гусельникова, Т. Н. Дмитриева, Е. Э. Иванова, Н. В. Кабинина, М. Э. Рут), антропонимии (Е. Л. Березович, М. В. Голомидова, М. Э. Рут, Л. А. Феоктистова), этнонимии (Е. Л. Березович, Ю. Б. Воронцова), прагмонимии и эргонимии (С. О. Горяев), астронимии (М. Э. Рут), хрононимии (Е. Л. Березович, О. В. Атрошенко), литературной ономастике (А. А. Фомин), теоретическим проблемам ономастической номинации (Е. Л. Березович, М. В. Голомидова, М. Э. Рут), финно-угорскому субстрату в диалектах Русского Севера (О. В. Мищенко, О. А. Теуш). В последние пятнадцать лет активно развивается направление, связанное с этнолингвистическим изучением ономастической номинации в духе Московской этнолингвистической школы (Е. Л. Березович, Ю. А. Кривощапова, К. В. Пьянкова, Л. А. Феоктистова и др.).
Продолжается активная полевая и лексикографическая работа. Ведущие ученые школы являются членами диссертационных советов по филологии и регулярно выступают в качестве оппонентов кандидатских и докторских диссертаций.

## Основные работы представителей школы

### Словари
- Матвеев А. К. Географические названия Урала : Краткий топонимический словарь. — Свердловск : Средне-Уральское книжное издательство, 1980. — 318 с. — 15 000 экз.
- Матвеев А. К. Географические названия Урала : Топонимический словарь. — Екатеринбург : Издательский дом «Сократ», 2008. — 352 с. — ISBN 978-5-88664-299-5.
- Матвеев А. К. Вершины Каменного Пояса: Названия гор Урала.. — 2-е изд., перераб. и доп. — Челябинск: Южно-Уральское книжное издательство, 1990. — 289 с. — ISBN 5-7688-0296-7.
- Матвеев А. К. Географические названия Тюменского Севера: Краткий топонимический словарь. Екатеринбург, 1997.
- Материалы к словарю финно-угро-самодийских заимствований в говорах Русского Севера. Екатеринбург, 2004.
- Лабунец Н. В. Словарь народных географических терминов Тюменской области. Тюмень, 2003.
- Словарь говоров Среднего Урала: В. 7 т. Свердловск, 1964—1988.
- Словарь говоров Русского Севера. Екатеринбург. (вышли 4 тома А-И).

### Труды А. К. Матвеева
- Матвеев А. К. Ономатология. М., 2006.
- Матвеев А. К. Субстратная топонимия Русского Севера: в 3-х частях. Ч. 1, 2. Екатеринбург, 2001.
- Матвеев А. К. Вверх по реке забвения. Свердловск, 1990.
- Матвеев А. К. Методы топонимических исследований. Свердловск, 1986.
- Матвеев А. К. Неройки караулят Урал. Свердловск, 1976.
- Матвеев А. К. Финно-угорские заимствования в русских говорах Северного Урала. Свердловск, 1959.

### Работы ведущих представителей школы
- Березович Е. Л. Топонимия Русского Севера: Этнолингвистические исследования. Екатеринбург, 1998.
- Березович Е. Л. Русская топонимия в этнолингвистическом аспекте. Екатеринбург, 2000.
- Березович Е. Л. Язык и традиционная культура: Этнолингвистические исследования. М., 2007.
- Березович Е. Л. Русская топонимия в этнолингвистическом аспекте: Пространство и человек. М., 2009 (испр. переиздание части монографии 2000 г.).
- Березович Е. Л. Русская топонимия в этнолингвистическом аспекте: Мифопоэтический образ пространства. М., 2010 (испр. и существенно расширенное переиздание части монографии 2000 г.).
- Голомидова М. В. Искусственная номинация в ономастике. Екатеринбург, 1998.
- Дмитриева Т. Н. Топонимия бассейна реки Казым. Екатеринбург, 2005. 580 с.
- Лабунец Н. В. Русская географическая терминология в ситуации языкового контакта. Тюмень, 2007.
- Рут М. Э. Образная номинация в русском языке. Екатеринбург, 1992.
- Рут М. Э. Образная ономастика в русском языке: Ономасиологический аспект: Дисс. … доктора филол. наук. Екатеринбург, 1994.
- Рут М. Э. Русская народная астронимия. Свердловск, 1987.
- Рут М. Э. Звезды рассказывают о Земле. Свердловск, 1990.
- Рут М. Э. Имена и судьбы. Екатеринбург, 1996.